# Industria automobilelor în China
Din noiembrie 2009, China este cea mai mare piață auto din lume. Industria de automobile din China s-a dezvoltat rapid de la începutul anilor 1990.
Producția de automobile chineză anuală a depășit pentru prima dată un milion de unități în 1992. Din 2000, China producea peste 2 milioane de automobile. După ce China a aderat la Organizația Mondială a Comerțului (OTC) în 2001, piața auto chineză s-a dezvoltat într-un ritm mult mai rapid. Între anii 2002 și 2007 piața a crescut în medie cu 21%, sau altfel spus a crescut cu un milion de unități în fiecare an. În 2006, în China, producția de automobile a crescut la șase milioane de unități pe an, mai apoi la șapte milioane de unități, iar în anul 2007 producea peste opt milioane de automobile.
În 2008, 9,345 milioane de autovehicule erau produse în China, depășind SUA și devenind astfel cea de-a doua țară producătoare de autovehicule, după Japonia.
Producția și vânzările de automobile au atins recordul de 13,5 milioane unități în 2009, înregistrând un avans de 43% față de nivelul din 2008, când au fost vândute 9,345 milioane  de automobile.
Firma de consultanță McKinsey & Company estimează că Republica Populară Chineză va crește înzecit între anii 2005 și 2030.
Grupul principal industrial național este Asociația Chineză a Producătorilor Auto sau China Association of Automobile Manufacturers (中国汽车工业协会).

## Prezentare generală

### Auto
Odată cu creșterea numărului de automobile produse a crescut în China și numărul cererii de piese auto, servicii și produse pentru îngrijirea automobilelor. Statul asiatic are în prezent capacitatea de a produce o gamă largă de produse auto. Cele mai mari întreprinderi chineze de automobile sunt: China First Automobile Group Corp. (FAW), Dongfeng Motor Corp. (DMC) și Shanghai Automotive Industry (Group) Corp. (SAIC).
China avea în total 6322 de întreprinderi auto la sfârșitul lunii noiembrie a anului 2006. În domeniul auto chinez s-au încasat în primele 3 sferturi ale anului 2006 143 de miliarde de dolari. Din 2002, dintre automobilele cumpărate în China, 50% au fost achiziționate de către persoane private.